# Escatol
Escatol é um composto químico cristalino, uma amina, de fórmula C9H9N, também chamado de 3-metilindol, número CAS 83-34-1,  medianamente tóxico, de cheiro desagradável e forte de fezes, embora em baixas concentrações passe a ter um odor floral.
O composto pertence a família do indol e tem um substituinte metil na posição 3 do anel indol. Encontrado juntamente com o indol (que apresenta cheiro floral) nos intestinos e fezes de mamíferos, especialmente na civeta, resultante do processamento do triptofano, nas beterrabas, e alcatrão. É encontrado em algumas flores e óleos essenciais, incluindo aqueles da laranja e gênero Malus, jasmins, e Ziziphus mauritiana. É usado como uma fragrância e fixador em muitos perfumes e como um composto aromático. Seu nome é derivado do raiz grega skato- significando "fezes de animais".
Escatol tem sido mostrado como causando edema pulmonar em cabras, ovelha, ratos, e alguns tipos de camundongos. Ele parece seletivamente atingir células de Clara, as quais são o principal sítio de enzimas citocroma P450 nos pulmões. Estas enzimas convertem escatol a um intermediário reativo, 3-metilenoindolenina, a qual danifica células por formar adutos com proteína.